# Ruokosjärvi
Ruokosjärvi är en sjö i kommunen Keuru i landskapet Mellersta Finland i Finland. Sjön ligger 119,3 meter över havet. Arean är 1,09 kvadratkilometer och strandlinjen är 10,21 kilometer lång. Sjön  ingår i Kumo älvs huvudavrinningsområde.   Den ligger omkring 48 kilometer väster om Jyväskylä och omkring 230 kilometer norr om Helsingfors. 
Den största riktiga ön är Huvisaari (0,8 ha) medan den största, Ruokossaari (5,7 ha) är förbunden med fastlandet genom en vägbank.